# ワールズエンドクラブ
『ワールズエンドクラブ』（World's End Club）は、トゥーキョーゲームスとグランディングが開発しイザナギゲームズより発売されたアクションアドベンチャーゲーム。2020年9月4日にApple Arcade版が配信開始。2021年5月27日にNintendo Switch版が発売。2025年7月14日にPlayStation 5ダウンロード版が配信開始。

## 概要
ダンガンロンパシリーズの小高和剛と、infinityシリーズや極限脱出シリーズを手掛けた打越鋼太郎による作品。主な開発は小高が代表を務めるトゥーキョーゲームスによって行われ、小高はクリエイティブディレクター、打越はシナリオライター兼ディレクターを担当する他、同じくトゥーキョーゲームス所属で過去には打越と共にinfinityシリーズを手掛けていた中澤工もディレクターとして参加する。キャラクターデザインにはイラストレーターの竹が起用されている。
発表当初のタイトルは『デスマーチクラブ』（Death March Club）だったが、Apple Arcade版発売前日の2020年9月3日公開のティザー動画においてゲームタイトルの変更が告知された。当初は小学生たちがデスゲームを行う内容と発表され「12歳による12のデスゲーム」というキャッチコピーも掲げていたが、そうした要素は物語の冒頭部分のみで、その後は小学生たちの冒険物語へと大きく転換する。

## ストーリー
1995年7月13日、全国の落ちこぼれ小学生たちが集められたクラス、通称「ガンバレ組」のメンバーは、修学旅行の移動中のバスの中でホラー映画を見ながら東京から鎌倉へ向かっていた。すると、窓の外で隕石が落ち、次の瞬間、バスは強い衝撃に巻き込まれる。
メンバーたちは、海底遊園地「World's End Land」の内部で腕輪がついた状態で目覚める。この遊園地は前年にオープン予定だったが計画が中止となり放置されていた。そこに、先程見ていた映画のキャラクター・ピエロピが現れ、デスゲームの開幕を宣言する。その内容は、腕輪に書かれたノルマを達成した勝者1人だけが「魔法の鍵」を手にし出口から地上へ脱出できるというものだった。ゲームが進行する中、ノルマを達成できなかったメンバーは巨大ロボット「ドロドロンボット」の体内に次々と放り込まれていく。そして、最終的にメンバーの一人・れいちょが勝者となり鍵を得るが、れいちょは出口ではなくドロドロンボットについた鍵穴に鍵を差し込んで囚われのメンバー全員を救出し、その場にあった潜水艦に乗って遊園地を脱出する。
潜水艦がとある海岸に到着しメンバーが近くの商店街に向かうと、そこには人の気配が全くなく廃墟のようになっていた。そして、近くの垂れ幕を見て、現在地が東京から1200km程離れた鹿児島であることが判明する。メンバーは東京へ帰るべく力を合わせて冒険することになる。

## システム
本作はアドベンチャーゲームと横スクロールアクションゲームの両方を含む構成となっている。ゲームは以下の三つのステージに分類される。
STORYステージ
アドベンチャーパート。キャラの会話やイベントによってストーリーを進行する。ガンバレ組の意見が割れた時は、どちらの意見に賛同するか選択する事になり、それによって以降のステージが分岐する。但し、終盤以外はどちらのルートに進んでもいずれ合流する。
ACTステージ
横スクロールアクションのステージをジャンプや固有能力「バディスキル」を使用して進んでいく。基本的に主人公のれいちょを操作するが、状況に応じて操作キャラは切り替わり、使用可能なバディスキルも変化する。敵の攻撃やトラップによるダメージを一発でも受けると即ゲームオーバーであり、チェックポイントからやり直しとなる。同行する仲間達も描写されるが、彼らは敵の攻撃を受ける事は無い。ステージによってはボスが存在する。
難易度はノーマルとイージーから選択可能。イージーにすると敵の攻撃頻度と体力ゲージが下がる。ストーリーに変化は無い。
CAMPステージ
キャンプで仲間達と会話をするパート。これまでの出来事を整理したり、個別に会話ができる。スキップは可能。

## 登場人物

### ガンバレ組のメンバー
ガンバレ組のメンバーは十二支をモチーフとしている。
物語の途中ではルートが分岐しており、メンバーが二手に分かれて進む場面もある。
メンバーたちは冒険の中で特殊能力「バディスキル」を習得し、これをアクションパートで活用していく。
れいちょ
声 - 上田麗奈
ガンバレ組のリーダー的な男の子。主人公。普段は言葉を発しない。モチーフの十二支はサル。
バディスキル「一球入魂（ダイリーグボール）」は、物を遠くに投げ飛ばすことができる。
バニラ
声 - 茅野愛衣
ピンク色の長い髪で、白いワンピースを着た女の子。
天真爛漫な性格でメンバーから発言をスルーされることもあるが、時に勘の鋭さを見せる。モチーフの十二支はウサギ。
公式Twitterの文章はバニラが書いている体裁になっている。
関西（かんさい）
声 - 藤原夏海
関西弁を話す男の子。
リーダーを自称しれいちょにライバル意識を持っている。野球好きで、服装は阪神タイガースを意識させるものとなっている。モチーフの十二支はトラ。
バディスキル「竜巻打法（トルネード）」は、バットで相手を弾き飛ばし衝撃波も発生させる。
チュー子（チューこ）
声 - 菊池こころ
小柄な女の子。
相手の発言に度々噛みつくが、ツンデレな一面もある。辛い食べ物が苦手。モチーフの十二支はネズミ)
バディスキル「火吹乙女（カラムーチョ）」は、カラムーチョを食べる事で口から炎を吐いて物を燃やしたり氷を溶かしたりできる。
モーちゃん
声 - 松岡由貴
肥満体の男の子。
穏やかな性格。食いしん坊で、食べ物に詳しい。モチーフの十二支は牛。
バディスキル「無敵鉄人（アイアンシェフ）」は、体を鋼鉄に変化させて敵を撃退したり障害物を破壊したりする。
ニョロ
声 - 真堂圭
褐色肌で、長身の女の子。
高名な科学者の娘で、物事を論理的に考える。モチーフの十二支は蛇。
バディスキル「超絶発明（トーマスエジソン）」は、その場で即座に発明品を作り出す。
兄貴（あにき）
声 - 赤羽根健治
バニラの兄。
冷淡な性格で、メンバーたちとのかかわりを避け孤立している。モチーフの十二支はウマ。
バディスキル「大地激震（マグニチュード）」は、地面を殴りつけて周囲のものに衝撃を与える。
パイ
声 - 中原麻衣
ややふっくらした体型の女の子。
おっとりした口調ながら包容力がある。モチーフの十二支はイノシシ。
バディスキル「無敵張円（クローズドサークル）」は、周囲にシールドを張り飛んできたものから身を守ったり跳ね返したりできる。
たっつん
声 - 皆川純子
眼鏡をかけた男の子。
真面目な性格だが、スーパーヒーローの「エレキ戦隊シビレンジャー」について語る時は饒舌になる。モチーフの十二支は龍。
バディスキル「正義通電（シビレンジャー）」はシビレンジャーブラックに変身し、電撃を放つ。敵の麻痺のほか機器に通電する効果もある。
ポチ
声 - 緒方恵美
目元が前髪で覆われた男の子。
内向的で口数が少なく、常に携帯ゲーム機を手に持っている。モチーフの十二支は犬。
ジェンヌ
声 - 豊口めぐみ
長身で、男役を思わせる容姿の女の子。
「宝石塚歌劇団」にあこがれ、将来入団することを望んでいる。モチーフの十二支はトリ。
バディスキル「天地反転（ドンデンガエシ）」は、重力を反転させ天井に足をついた状態で移動できるようになる。
イラスト担当の竹が宝塚歌劇団の大ファンで、打ち合わせの際に宝塚ファンのキャラクターの要望があったことから、シナリオ担当の打越鋼太郎がジェンヌを入れたという経緯がある。
雪（ゆき）
声 - 南里侑香
福岡の山道を歩いていたメンバーの頭上から雪とともに降りてきた女の子。
自分の名前すら憶えていない記憶喪失の状態で、「雪」という名前は関西が付けた。行くあてがないことからメンバーたちの誘いに乗り冒険に同行する。モチーフの十二支はヒツジ。

### その他の登場人物
ピエロピ
声 - 釘宮理恵
デスゲームの進行役としてガンバレ組の前に現れる、ピエロのような姿のキャラクター。
相手を小馬鹿にしたような言葉で挑発する。海底遊園地でパイに倒されるものの、その後地上でも度々現れ、冒険を妨害する。

## 開発
ディレクターの小高と打越はそれぞれダンガンロンパシリーズと極限脱出シリーズといったデスゲーム作品を手掛けてきたが、本作は全世界で、特に市場の大きい中国で発売できるものとするため残酷表現無しという方針で制作されている。物語については映画の『IT』や『グーニーズ』のような少年少女の旅物語のシチュエーションにしようということになり、このほか、映画『スタンド・バイ・ミー』、ゲーム『MOTHER』、アニメ『ガンバの冒険』のイメージも反映されている。打越と小高の共作と紹介される事が多いが、実働として開発を主導していたのは打越と中澤であり、小高はそこに自分の意見を出していく役割だったと言う。
前述のように、発売前の段階ではデスゲーム作品として宣伝が行われていた。当初は冒頭のデスゲーム部分だけを体験版として出す計画があり、「デスゲームだと思っていたら旅が始まる」という展開によりユーザー達の間で話題になることを目指していた。その後、体験版の仕組みのないApple Arcadeでソフトを配信することになったため、構想の実現には至らなかった。なお、Nintendo Switch版では体験版が配信されており、当初の構想通りデスゲーム部分のみの内容である。

## 漫画版
コロコロオンラインにて連載された。作画は菊妻ヒロキ。ストーリーは概ね原作通りに進行する。
- 『ワールズエンドクラブ 1』 2021年5月27日発売 ISBN 978-4-0914-3327-5